# أسقطور مألوف

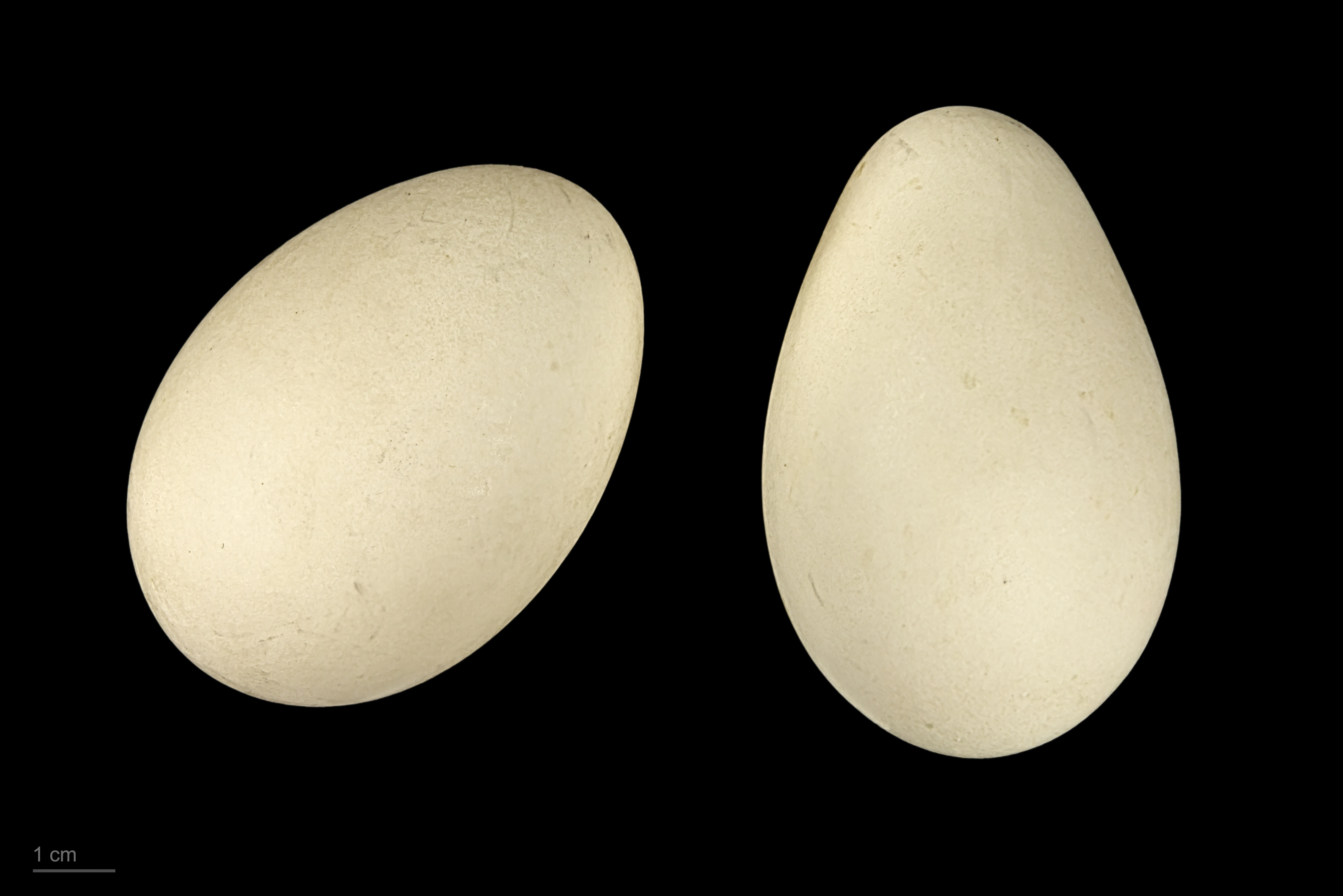
Melanitta nigra

أسقطور مألوف أو دُمْيَة سوداء أو دُمْيَة مبذولة (الاسم العلمي: Melanitta  nigra) (بالإنجليزية: Common  Scoter) هو طائر ينتمي إلى جنس الأسقطور من الفصيلة البطية (فصيلة: Anatidae).